# Chow Yun-fat

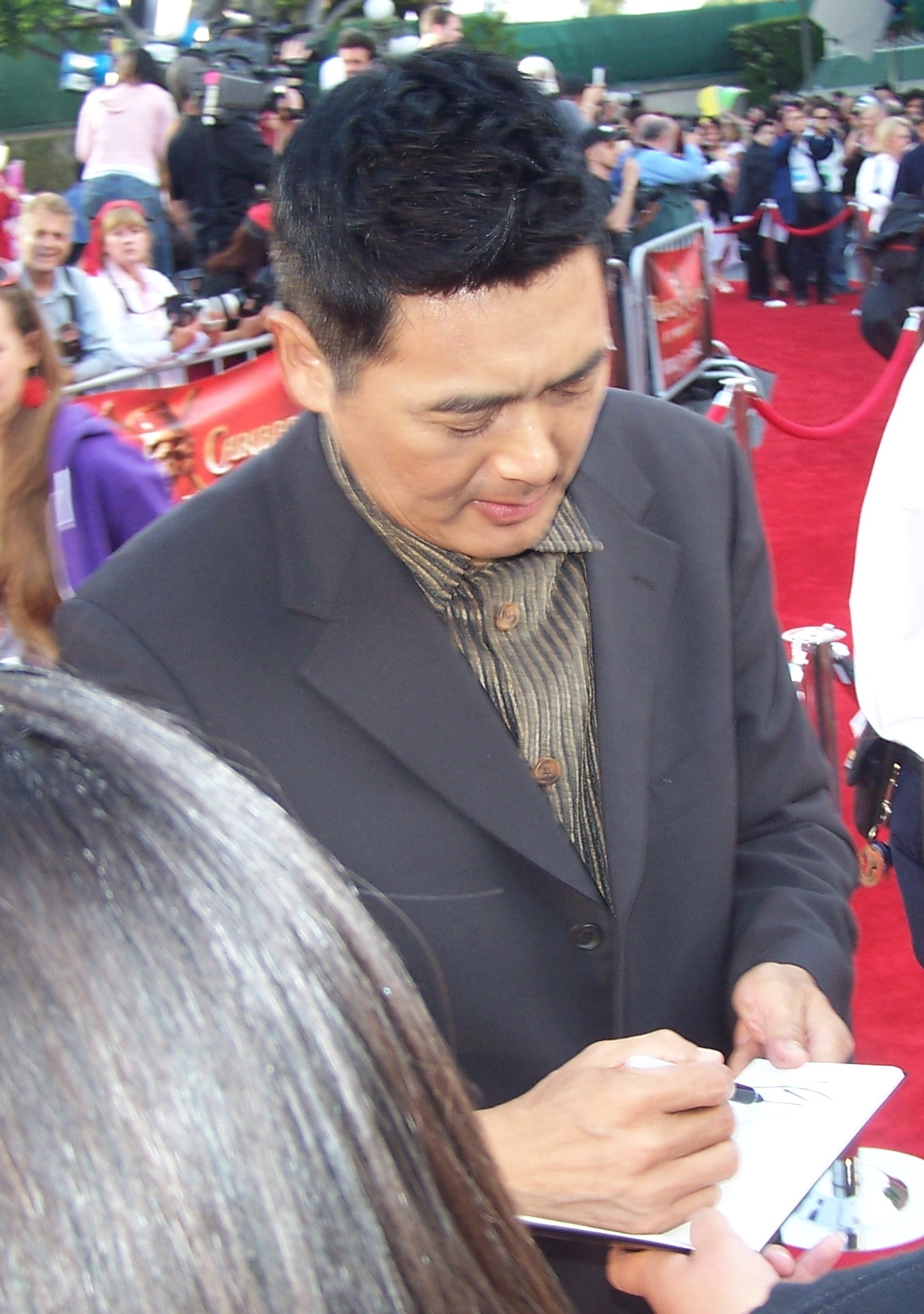
Chow Yun-fat 2007.

Chow Yun-fat, (周潤發, pinyin: Zhōu Rùnfā), född 18 maj 1955 i Lamma Island, Hongkong, är en kinesisk skådespelare. 
Då Chow var 17 år gammal slutade han skolan och tog diverse tillfälliga arbeten. Han sökte senare in vid en teaterskola som tillhörde TVB, Hongkongs största TV-station. Efter ett år skrev han kontrakt med TVB.
1976 fick Chow sitt genombrott, då han gjorde en huvudroll i den populära TV-serien Hotel. 1976 debuterade han även på vita duken med filmen Club Girl Story och har efter debuten medverkat i över 70 filmer. Sin filmstjärnestatus fick Chow Yun Fat i och med The Story of Woo Viet (1981).
1986 medverkade Chow i tolv filmer, varav John Woos A Better Tomorrow blev en framgång både kritikermässigt och hos publiken. Chow mottog flera priser för sin insats och blev samtidigt en idol utan motsvarighet hos den unga biopubliken över hela Asien. Den amerikanska filmdebuten skedde så sent som 1997 i The Replacement Killers där han spelade mot bland annat Mira Sorvino. År 2007 medverkade han i storfilmen  Pirates of the Caribbean - Vid världens ände. 
Chow Yun-fat har befäst sin stjärnstatus och är sedan många år tillbaka en av Asiens absolut populäraste megastjärnor.

## Filmografi (urval)
- 1976 – Club Girl Story
- 1986 – A Better Tomorrow
- 1987 – City on Fire
- 1987 – An Autumn's Tale
- 1987 – A Better Tomorrow II
- 1988 – The Eighth Happiness
- 1989 – All About Ah-Long
- 1989 – The Killer
- 1989 – A Better Tomorrow III
- 1989 – God of Gamblers
- 1991 – Once a Thief
- 1992 – Hard Boiled
- 1998 – The Replacement Killers
- 1999 – The Corruptor
- 1999 – Anna och kungen
- 2000 – Crouching Tiger, Hidden Dragon
- 2003 – Land of Destiny
- 2003 – Bulletproof Monk
- 2005 – Waiting Alone
- 2006 – Den gyllene blommans förbannelse
- 2007 – Pirates of the Caribbean: Vid världens ände
- 2008 – The Children of Huang Shi
- 2009 – Dragonball Evolution
- 2010 – Confucius
- 2010 – Shanghai
- 2012 – The Assassins
- 2012 – The Last Tycoon
- 2014 – From Vegas to Macau
- 2014 – The Monkey King
- 2015 – From Vegas to Macau II
- 2015 – Office
- 2016 – From Vegas to Macau III
- 2016 – Cold War II
- 2016 – The Monkey King: The Legend Begins